# ATP Buenos Aires 1973
L'ATP Buenos Aires 1973 è stato un torneo di tennis giocato sulla terra rossa. È stata la 44ª edizione del torneo, che fa parte del Commercial Union Assurance Grand Prix 1973.Si è giocato a Buenos Aires in Argentina dal 19 al 25 novembre 1973.

## Campioni

### Singolare maschile
Guillermo Vilas ha battuto in finale  Björn Borg che si è ritirato sul punteggio di 3–6, 6–7, 6–4, 6–6 a causa di uno svenimento durante il match

### Doppio maschile
Ricardo Cano /  Guillermo Vilas hanno battuto in finale  Patricio Cornejo /  Iván Molina con il punteggio di 7–6, 6–3